# Anthrenus arndti
Anthrenus arndti – gatunek chrząszcza z rodziny skórnikowatych i podrodziny Megatominae.
Gatunek ten opisany został po raz pierwszy w 2005 roku przez Jiříego Hávę na łamach „Veröffentlichungen Naturkundemuseum Erfut”. Jako lokalizację typową wskazano Namib-Naukluft Park w Namibii. Epitet gatunkowy nadano na cześć Erika Arndta, który odłowił holotyp.
Chrząszcz o owalnym w zarysie ciele długości od 2 do 2,1 mm i szerokości od 1,4 do 1,6 mm. Głowa jest czarna, porośnięta białymi łuskami, zaopatrzona w całobrzegie oczy i przyoczko. Czarne czułki buduje 11 członów, z których trzy ostatnie tworzą buławkę. Głaszczki są całe czarne. Przedplecze jest czarne, na dysku pokryte łuskami szarymi, w częściach pozostałych zaś pomieszanymi łuskami białymi i żółtymi. Bardzo mała, pozbawiona łusek tarczka ma trójkątny kształt. Pokrywy zarośnięte są pomieszanymi łuskami białymi i żółtymi oraz tworzącymi dwie lub trzy pary rozmytych znaków łuskami szarymi. Na przedpiersiu  wyrastają łuski białe, a na śródpiersiu, zapiersiu białe i żółte. Odnóża są czarne z białymi łuskami i szczecinkami. Sternity odwłoka od pierwszego do piątego mają wyłącznie białe łuski.
Owad afrotropikalny, znany tylko z Namibii.